# Jones Party
Jones Party – partia polityczna na Malcie działająca w latach 1945–1951.

## Historia
Partia powstała w 1945 na Gozo. W wyborach parlamentarnych w 1947 zdobyła dwa mandaty, ale straciła oba w wyborach w 1950. Po tym, jak nie udało się kandydatom partii zdobyć żadnego mandatu w kolejnych wyborach w 1951, partia zniknęła ze sceny politycznej wyspy.

## Ideologia
Partia dążyła do promowania spółdzielni rolniczych i sprzeciwiała się dominacji Malty w grupie wysp.

## Wyniki wyborów
| Wybory | Głosy | % | Miejsca w parlamencie | +/– | Pozycja partii |
| ------ | ----- | - | --------------------- | --- | -------------- |
| 1947   | 3664  | 2 | 2/40                  | 2   | 5              |